# 対魔忍アサギZERO
『対魔忍アサギZERO』（たいまにんアサギゼロ、NEAR FUTURE KUNOICHI ADVENTURE）は 2018年8月31日に BLACK LiLiTHから発売されたアダルトゲームである。本作は対魔忍シリーズの通算16作目であると同時に、対魔忍アサギ10周年記念作品の1つである。原画&キャラクターデザインはカガミ。
また、本作ではシリーズ史上初めてAndroid版の配信も行われた。
本作は『対魔忍アサギ3』にて再創造された世界を舞台に、組織としての結成されたばかりの対魔忍とアサギの関係を描いている。また、物語に登場するキャラクターの基本設定やビジュアルなどが一新されている一方、一部のエンディングでは“吸血鬼のアサギ”が登場する。

## あらすじ
長らく続いてきた人間と魔族の不干渉の関係は終わりを迎え、世界では人間と魔族が結託して起こす犯罪が社会問題化していた。日本政府は、忍者達を集め「対魔忍」という組織を結成した。だが、その中心人物になるはずだった主人公・井河アサギは、同じく対魔忍である父・井河主膳が任務中に死亡したことによって政府に不信感を抱き、政府の事務方トップである山本信繁からの要請を辞退し、独自に魔族を追っていた。ある日、アサギの妹・さくらが消息を絶つ事件が発生し、アサギは妹を探すべく、彼女が通っていた対魔忍養成機関・五車学園に編入する。
アサギは許嫁である紫に温かく迎え入れられ、学園生活を送る傍ら、調査を続ける。一方、さくらはふうま家の一員である蜂矢利助の奸計に陥り、サクラレディとしてカオス・アリーナに潜入するも敗北する。さらにさくらはカオス・アリーナの女主人のスネークレディやオーガのビッグとゴゴなどによって凄惨な凌辱をうけると共に、“魔種”を移植され囚われの身となってしまう。また、救出に向かったアサギもスネークレディによって囚われの身となる。最終的に、さくらはアサギとの演技からの反撃と紫たち五車・井河同盟部隊の介入によって救出される。

## 登場人物
井河 アサギ
声 - 高梨はなみ
本作の主人公。対魔忍の一族・井河家の当主。
父の死によって政府に不信感を抱いていたことから、当初は政府属の対魔忍を固辞し、如影学園に通っていた。
井河 さくら
声 - 黒岩心々
アサギの1歳違いの妹で、影遁の術を使う。
対魔忍養成機関・五車学園の1年生であり、対魔忍としても活動している。
八津 紫
声 - 水瀬沙季
井河家の下忍の出身者である対魔忍で、アサギとは条件付きの許嫁関係にある。
五車学園の1年生で、生徒会では会長を務めている。
仲の良かったアサギを救うべく、五車対魔忍の科学装備の1つを貸し与え蜂矢利助の奸計を暴いた。五車・井河同盟部隊によるカオス・アリーナへの突入作戦では連絡が途絶えた朧に代わって指揮官を務め、ブラックに両脚を切断されたりもしたが成功に導く活躍を見せた。
山本信繁
対魔忍と政府をつなげる政府の事務方トップであると同時に、五車学園の校長でもある。
甲河 朧
声 - 児玉さとみ
五車学園の教師で、アサギのクラスの担任を務める。また、甲河家の当主・アスカの後見人でもある。素手でも爪による引っ掻きで戦う。甲河は井河と並ぶ大家のため一族としては長らく抗争してきた過去があるが、校長かつ上司でもある山本信繁の命により、さくら捜索のために転学してきたアサギの担任をしつつサポート役を任される。その日の夜にオープンフェイスヘルメット風の不透明なバイザー・シールド付きマスクで顔を隠し、鉤爪状の黒い手甲をはめた装束に身を包んだマスクの対魔忍としてアサギを襲撃、心の隙を無くさせるための一芝居を打つが、結局その後スネークレディに囚われたアサギの現状を奴隷娼婦・彩花に憑依して確かめた帰路に突如ブラックが現れ、空蝉の術の稀有な特性によって“前世の記憶”を唯一残していることを看破されると同時に身体を乗っ取られてしまう。しかし結果はアサギを助けるために文字通り利用されただけで、カオス・アリーナでの五車・井河同盟部隊による救出作戦後に自身も解放されたが、その間にはラブホテルでのチャラ男との強制的な性行為を生配信され恥部を晒されたりした。
桐生 佐馬斗（きりゅう さばと）
ノマドに協力している魔科医で、アサギとさくらの脳内に“魔種”（ましゅ）を移植する。
吸血鬼のアサギ
声：なかせひな
『アサギ3』の世界において吸血鬼となった井河アサギ。精神体としてブラックの中にいるため、、その“器”に相応しい人間として認めた“新世界の井河アサギ”に狙いを定める。
ビグ（Byg）
黒オーク氏族の長。
蜂矢 利助（はちや りすけ）
ふうま一門の対魔忍。五車学園では体育教諭をしている。返り血を利用した房術の触手で拘束しつつ闇で流通している改造薬でアサギの陰核を肥大・敏感化させ性的調教するが、紫と連携した策で正体が暴かれ頓挫し身柄を拘束された。
蜂矢 一介（はちや いちすけ）
利助の兄である、ふうま一門の対魔忍。実年齢は50歳だが一族秘伝の術で少年に擬態している。忍法「房術“淫らな誘い”」で一般人を操りつつアサギを電車内で凌辱し処女を奪うも、五車の老婆から教わり子宮に仕掛けていた秘奥義の房術で返り討ちにされ丹田に生命エネルギーとして取り込まれた。
スネークレディ
声 - 佐倉もも花
ノマドの幹部であり、カオス・アリーナの女主人も務めている。
エドウィン・ブラック
ノマドの代表を務める吸血鬼。

## 用語
新港区
『ZERO』での無法がまかり通る闇の大繁華街。
如影学園
『ZERO』にてアサギが通う共学校。アサギの事実上のアジトであり、ガラの悪い不良学生の溜まり場という雰囲気は、彼女に付き従う井河一門の対魔忍たちが偽装したものである。
魔種（ましゅ）
1週間ほどの期間をかけて脳内に移植される魔界の医療技術製マイクロチップ。外部装置のリモコンとセットになっており、各ボタンごとに痛み（激痛）・意識混濁・愛・媚薬・毒液（石化）・洗脳などの症状を装者に与える魔液を分泌する機能を持つ調教兼処刑用品で、たとえリモコンを用いらなくても反抗心を脳内信号レベルで感知した瞬間に自動で激痛作用を起こす安全装置にもされているため、これを仕掛けられた者は激痛や死傷から免れるためにリモコンを操作する相手に服従するか、意志に関係ない精神状態に変えられるのを強要されてしまう。

## 反響
『ZERO』は萌えゲーアワード2018のエロス系作品賞BLACKを受賞した。審査員を務めたデザインスタジオ威風堂の高木敬介は、『ZERO』における凄惨な責め描写を暴風にたとえ、バトルシーンの多さや周回プレイ要素によって飽きの来ない流れを楽しめたと評価している。
レビューサイト・Media ClipのRYOは、「これまでのシリーズでは歴戦のベテラン対魔忍として活躍し、どちらかといえば指導役の立場にいたアサギが、学生となって授業を受ける姿は新鮮だった」と評価したほか、期待通りのハードなプレイについても評価し、☆5つのおすすめ度を提示した。

## 関連作品

### 小説
対魔忍アサギ.ZERO
タイトルにはZEROの前に「.」が付く。原作Black Lilith、著者蝦沼ミナミ、挿絵カガミ。
- 『対魔忍アサギ.ZERO』ぷちぱら文庫324、2019年9月27日発売、ISBN 978-4-8015-1194-1

### 漫画
対魔忍アサギZERO THE COMIC
原作Black Lilith、作画みやねあき。2022年7月1日配信の電子書籍『くっ殺ヒロインズ』Vol.21から不定期連載。Vol.23まで掲載されたが、単行本化されていない。